# Pleasantville (New Jersey)
Pleasantville è un comune degli Stati Uniti d'America, nella Contea di Atlantic, nello Stato del New Jersey.